# Sourav Chatterjee

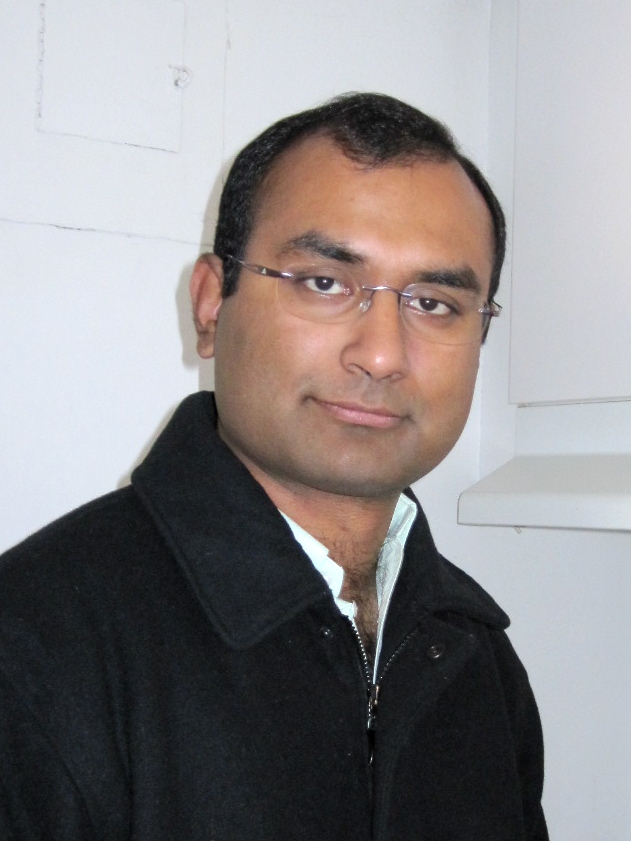
Sourav Chatterjee 2010

Sourav Chatterjee (* 26. November 1979 in Kolkata) ist ein indischer Mathematiker, der sich mit Stochastik befasst.
Chatterjee studierte am Indian Statistical Institute in Kolkata mit dem Bachelor-Abschluss 2000 und dem Master-Abschluss 2002 und wurde 2005 an der Stanford University bei Persi Diaconis promoviert (Concentration Inequalities with Exchangeable Pairs). 2006 wurde er Assistant und 2009 Associate Professor an der University of California, Berkeley. Außerdem war er 2009 bis 2013 Associate Professor am Courant Institute of Mathematical Sciences of New York University. 2012 war er Visiting Associate Professor an der Stanford University, an der er seit 2013 Professor ist.
2008 war er Gastprofessor in Toulouse.
Er entwickelte Ideen von Charles Stein (Methode von Stein bzw. von Stein und Chen) und Jarl Waldemar Lindeberg weiter für verbesserte Ungleichungen im Sinn von Michel Talagrand (concentration inequalities) in der Wahrscheinlichkeitstheorie mit Anwendungen auf Spingläser, Zufallsmatrizen und Dimensionsbestimmung hochdimensionaler Datensätze. Er befasst sich auch mit mathematischer Physik (u. a. Fluktuationen in Bose-Einstein-Kondensaten), Zufallsgraphen und Perkolationstheorie.
2013 erhielt er den Loève-Preis, 2012 den ersten Wolfgang Doeblin Preis, 2008 den Tweedie Award des Institute of Mathematical Statistics und 2010 den Rollo-Davidson-Preis. 2007 bis 2009 war er Sloan Fellow. 2014 war er Invited Speaker auf dem Internationalen Mathematikerkongress in Seoul (A short survey of Stein´s method) und 2012 auf dem International Congress of Mathematical Physics in Aalborg. 2020 erhielt er den Infosys-Preis in Mathematik. 2023 wurde Chatterjee zum Mitglied der Royal Society gewählt, 2024 zum Mitglied der American Academy of Arts and Sciences.
Seit 2009 ist er Mitherausgeber der Annals of Probability, seit 2011 von Probability theory and related fields und 2008 bis 2013 der Annales de l'Institut Henri Poincaré (Serie B).

## Schriften
- Superconcentration and related topics, Springer Verlag 2014